# Élections législatives de 2002 en Lot-et-Garonne
Les élections législatives françaises de 2002 se déroulent les 9 et 16 juin 2002. Dans le département de Lot-et-Garonne, trois députés sont à élire dans le cadre de trois circonscriptions.

## Élus
| Circonscription | Député sortant | Parti | Parti | Député élu ou réélu   | Parti | Parti |
| --------------- | -------------- | ----- | ----- | --------------------- | ----- | ----- |
| 1re             | Alain Veyret   |       | PS    | Jean Dionis du Séjour |       | UDF   |
| 2e              | Gérard Gouzes  |       | PS    | Michel Diefenbacher   |       | UMP   |
| 3e              | Jérôme Cahuzac |       | PS    | Alain Merly           |       | UMP   |

## Résultats

### Analyse
Le basculement politique à droite est général en Lot-et-Garonne. Bien qu'étant à la tête des trois principales municipalités du département, aucun des trois députés socialistes sortants ne retrouvent son siège parlementaire. Le plus sévèrement sanctionné est le maire de Marmande Gérard Gouzes, dans la circonscription du nord-ouest.

### Résultats à l'échelle du département
| Parti                                              | Parti                               | Premier tour | Premier tour | Second tour | Second tour | Sièges |
| Parti                                              | Parti                               | Voix         | %            | Voix        | %           | Sièges |
| -------------------------------------------------- | ----------------------------------- | ------------ | ------------ | ----------- | ----------- | ------ |
|                                                    | Parti socialiste                    | 46 725       | 30,37        | 68 403      | 46,37       | 0      |
|                                                    | Parti communiste français           | 7 715        | 5,01         |             |             | 0      |
|                                                    | Les Verts                           | 3 717        | 2,42         | 0           |             |        |
|                                                    | Pôle républicain dont Divers gauche | 1 947        | 1,27         | 0           |             |        |
|                                                    | Gauche parlementaire                | 60 104       | 39,06        | 68 403      | 46,37       | 0      |
|                                                    |                                     |              |              |             |             |        |
|                                                    | Union pour un mouvement populaire   | 40 330       | 26,21        | 52 795      | 25,79       | 2      |
|                                                    | Union pour la démocratie française  | 11 313       | 7,35         | 26 330      | 17,85       | 1      |
|                                                    | Divers droite                       | 3 894        | 2,53         |             |             | 0      |
|                                                    | Mouvement pour la France            | 1 409        | 0,92         | 0           |             |        |
|                                                    | Majorité présidentielle             | 56 946       | 37,01        | 79 125      | 53,63       | 3      |
|                                                    |                                     |              |              |             |             |        |
|                                                    | Front national                      | 20 153       | 13,10        |             |             | 0      |
|                                                    | Chasse, pêche, nature et traditions | 5 158        | 3,35         | 0           |             |        |
|                                                    | Divers                              | 4 347        | 2,83         | 0           |             |        |
|                                                    | Extrême gauche dont LCR et LO       | 3 644        | 2,37         | 0           |             |        |
|                                                    | Extrême droite dont MNR             | 2 168        | 1,41         | 0           |             |        |
|                                                    | Divers écologiste                   | 1 340        | 0,87         | 0           |             |        |
|                                                    |                                     |              |              |             |             |        |
| Inscrits                                           | Inscrits                            | 229 343      | 100,00       | 229 350     | 100,00      | 3      |
| Abstentions                                        | Abstentions                         | 71 343       | 31,11        | 73 540      | 32,06       |        |
| Votants                                            | Votants                             | 158 000      | 68,89        | 155 810     | 67,94       |        |
| Blancs et nuls                                     | Blancs et nuls                      | 4 140        | 2,62         | 8 282       | 5,32        |        |
| Exprimés                                           | Exprimés                            | 153 860      | 97,38        | 147 528     | 94,68       |        |
| Source : Ministère de l'Intérieur - Lot-et-Garonne |                                     |              |              |             |             |        |

### Résultats par circonscription

#### Première circonscription (Agen - Nérac)
| Candidat       | Candidat                  | Parti             | Premier tour | Premier tour | Second tour | Second tour |  |
| Candidat       | Candidat                  | Parti             | Voix         | %            | Voix        | %           |  |
| -------------- | ------------------------- | ----------------- | ------------ | ------------ | ----------- | ----------- |  |
|                | Alain Veyret sortant      | PS                | 16 625       | 31,16        | 24 133      | 47,82       |  |
|                | Jean Dionis du Séjour élu | UDF               | 11 313       | 21,2         | 26 330      | 52,18       |  |
|                | Christine Bonfanti-Dossat | UMP               | 8 899        | 16,68        |             |             |  |
|                | Jean-Marie Simon          | FN                | 7 108        | 13,32        |             |             |  |
|                | Joëlle Ferrer             | PCF               | 1 635        | 3,06         |             |             |  |
|                | Alain Bedouret            | Les Verts         | 1 582        | 2,97         |             |             |  |
|                | Jean-Michel Feyte         | CPNT              | 1 251        | 2,34         |             |             |  |
|                | Francis Fuchs             | Divers            | 941          | 1,76         |             |             |  |
|                | Jocelyne Veillon          | LCR               | 859          | 1,61         |             |             |  |
|                | Bernard Simoniti          | Pôle républicain  | 717          | 1,34         |             |             |  |
|                | Eddy Marsan               | Extrême droite    | 714          | 1,34         |             |             |  |
|                | Gilles Boyer              | MNR               | 600          | 1,12         |             |             |  |
|                | Jules Bambaggi            | LO                | 407          | 0,76         |             |             |  |
|                | Jean-Luc Granet           | Régionaliste      | 299          | 0,48         |             |             |  |
|                | Didier Gusse              | Divers écologiste | 255          | 0,48         |             |             |  |
|                | Claire Delyfer            | MPF               | 125          | 0,23         |             |             |  |
|                | Mario Rizzo               | Divers            | 20           | 0,04         |             |             |  |
|                | Michel Soudieux           | Divers droite     | 1            | 0            |             |             |  |
|                |                           |                   |              |              |             |             |  |
| Inscrits       | Inscrits                  | Inscrits          | 80 206       | 100,00       | 80 198      | 100,00      |  |
| Abstentions    | Abstentions               | Abstentions       | 25 471       | 31,76        | 26 833      | 33,46       |  |
| Votants        | Votants                   | Votants           | 54 735       | 68,24        | 53 365      | 66,54       |  |
| Blancs et nuls | Blancs et nuls            | Blancs et nuls    | 1 384        | 2,53         | 2 902       | 5,44        |  |
| Exprimés       | Exprimés                  | Exprimés          | 53 351       | 97,47        | 50 463      | 94,56       |  |

#### Deuxième circonscription (Marmande)
| Candidat       | Candidat                | Parti             | Premier tour | Premier tour | Second tour | Second tour |  |
| Candidat       | Candidat                | Parti             | Voix         | %            | Voix        | %           |  |
| -------------- | ----------------------- | ----------------- | ------------ | ------------ | ----------- | ----------- |  |
|                | Michel Diefenbacher élu | UMP               | 16 273       | 32,2         | 27 488      | 57,06       |  |
|                | Gérard Gouzes sortant   | PS                | 13 113       | 25,95        | 20 685      | 42,94       |  |
|                | Dominique Sanguinetti   | FN                | 6 794        | 13,44        |             |             |  |
|                | Raymond Girardi         | PCF               | 4 961        | 9,82         |             |             |  |
|                | Yves Le Mab             | CPNT              | 1 542        | 3,05         |             |             |  |
|                | Cédric Chabauty         | Divers            | 1 295        | 2,56         |             |             |  |
|                | Albert Baudrin          | Divers droite     | 1 201        | 2,38         |             |             |  |
|                | Pierre Salane           | Les Verts         | 1 028        | 2,03         |             |             |  |
|                | François Jay            | MPF               | 933          | 1,85         |             |             |  |
|                | Françoise Célerier      | LO                | 553          | 1,09         |             |             |  |
|                | Catherine Boyer         | MNR               | 525          | 1,04         |             |             |  |
|                | Bernard Manier          | Pôle républicain  | 464          | 0,92         |             |             |  |
|                | Anne Carpentier         | Divers gauche     | 453          | 0,9          |             |             |  |
|                | Rose-Marie Mathevet     | Divers écologiste | 446          | 0,88         |             |             |  |
|                | Tania El Fassi          | LCR               | 435          | 0,86         |             |             |  |
|                | Christophe Petit        | Divers écologiste | 304          | 0,6          |             |             |  |
|                | André Bianchi           | Régionaliste      | 183          | 0,36         |             |             |  |
|                | Sébastien Demortier     | Divers            | 32           | 0,06         |             |             |  |
|                |                         |                   |              |              |             |             |  |
| Inscrits       | Inscrits                | Inscrits          | 75 530       | 100,00       | 75 583      | 100,00      |  |
| Abstentions    | Abstentions             | Abstentions       | 23 463       | 31,06        | 24 234      | 32,06       |  |
| Votants        | Votants                 | Votants           | 52 067       | 68,94        | 51 349      | 67,94       |  |
| Blancs et nuls | Blancs et nuls          | Blancs et nuls    | 1 532        | 2,94         | 3 176       | 6,19        |  |
| Exprimés       | Exprimés                | Exprimés          | 50 535       | 97,06        | 48 173      | 93,81       |  |

#### Troisième circonscription (Villeneuve-sur-Lot)
| Candidat       | Candidat                 | Parti             | Premier tour | Premier tour | Second tour | Second tour |  |
| Candidat       | Candidat                 | Parti             | Voix         | %            | Voix        | %           |  |
| -------------- | ------------------------ | ----------------- | ------------ | ------------ | ----------- | ----------- |  |
|                | Jérôme Cahuzac sortant   | PS                | 16 987       | 33,99        | 23 585      | 48,24       |  |
|                | Alain Merly élu          | UMP               | 15 158       | 30,33        | 25 307      | 51,76       |  |
|                | René Ortis               | FN                | 6 251        | 12,51        |             |             |  |
|                | Arnaud Benedetti         | Divers droite     | 2 692        | 5,39         |             |             |  |
|                | Guy Berny                | CPNT              | 2 365        | 4,73         |             |             |  |
|                | Michelle Ballouhey       | PCF               | 1 119        | 2,24         |             |             |  |
|                | Jacqueline Marchand      | Les Verts         | 1 107        | 2,22         |             |             |  |
|                | Ignace Garay             | LCR               | 1 057        | 2,12         |             |             |  |
|                | Raymond-Pierre Boissière | Divers            | 820          | 1,64         |             |             |  |
|                | Manolita Salmon          | Divers            | 757          | 1,51         |             |             |  |
|                | Annick Mignot            | MPF               | 351          | 0,7          |             |             |  |
|                | Xavier Munoz             | Divers écologiste | 335          | 0,67         |             |             |  |
|                | André Lancteau           | LO                | 333          | 0,67         |             |             |  |
|                | Bérangère Thuillier      | MNR               | 329          | 0,66         |             |             |  |
|                | Josette Robert           | Pôle républicain  | 313          | 0,63         |             |             |  |
|                | Robert Haas              | Divers            | 0            | 0            |             |             |  |
|                |                          |                   |              |              |             |             |  |
| Inscrits       | Inscrits                 | Inscrits          | 73 607       | 100,00       | 73 569      | 100,00      |  |
| Abstentions    | Abstentions              | Abstentions       | 22 409       | 30,44        | 22 473      | 30,55       |  |
| Votants        | Votants                  | Votants           | 51 198       | 69,56        | 51 096      | 69,45       |  |
| Blancs et nuls | Blancs et nuls           | Blancs et nuls    | 1 224        | 2,39         | 2 204       | 4,31        |  |
| Exprimés       | Exprimés                 | Exprimés          | 49 974       | 97,61        | 48 892      | 95,69       |  |